# Kengo Kavamata
Kengo Kavamata (japonsko 川又 堅碁), japonski nogometaš, * 4. oktober 1989, Saidžo, Ehime, Japonska.
Za japonsko reprezentanco je odigral 9 uradnih tekem.